# Doftakleja
Doftakleja (Aquilegia fragrans) är en växt, vars lilaskimrande, vita blommor har en angenäm doft av äpple. Lukten är svag, så den känns först på nära håll.